# Gerrit Grijns

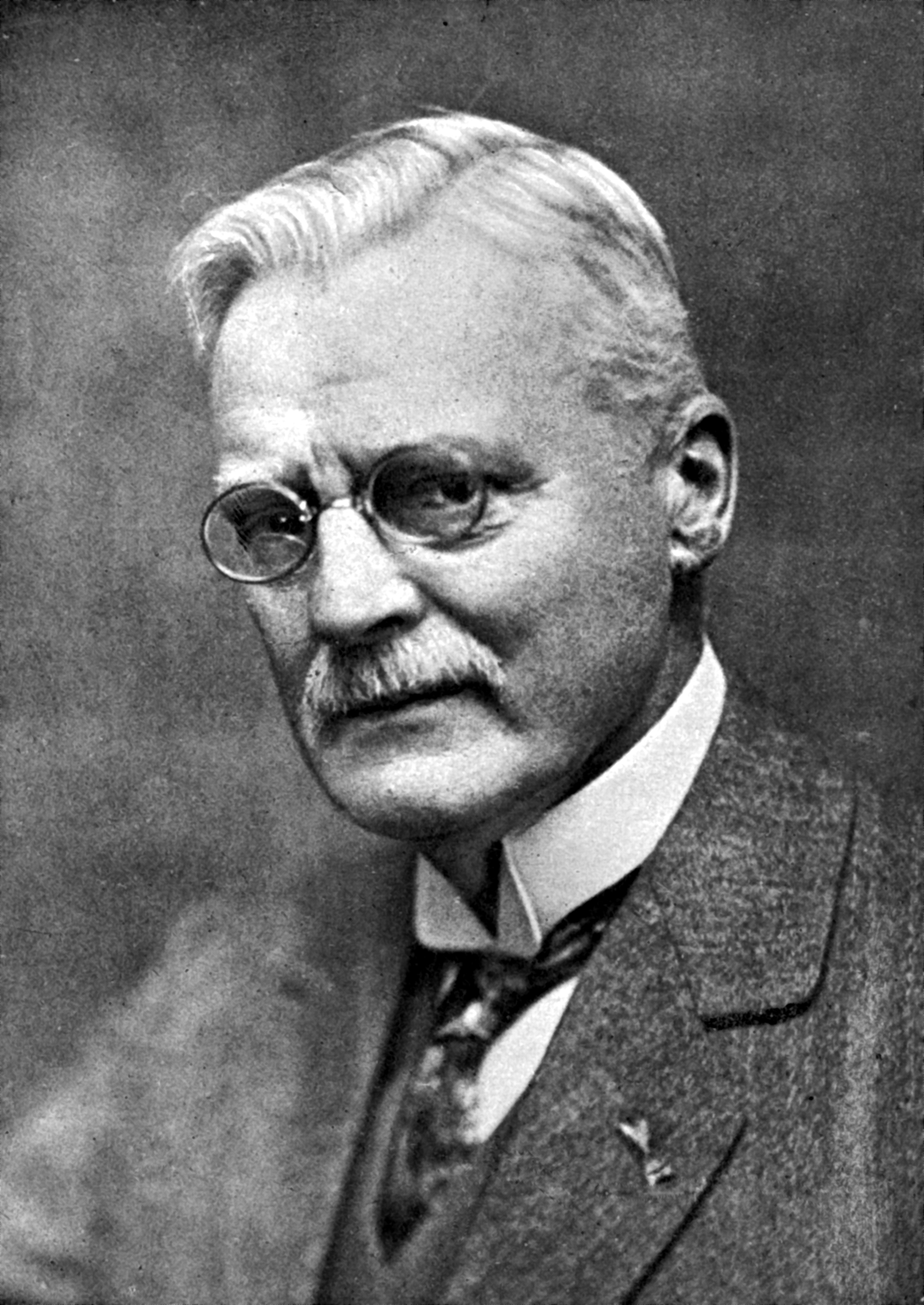
Portret

Gerrit Grijns (Leerdam, 28 mei 1865 – Utrecht, 11 november 1944) was een Nederlands onderzoeker en co-ontdekker van vitamine B1 (thiamine) als assistent van de latere Nobelprijswinnaar prof. Christiaan Eijkman. 
Het was Eijkman die in het voormalig Nederlands-Indië als eerste de verlammingsziekte beriberi in verband bracht met het ontbreken van het zilvervlies bij machinaal gepelde rijst. Hij veronderstelde echter dat in het vlies een tegengif zit tegen een giftige stof in de rijst. Zijn assistent Grijns meende dat het vliesje een stof bevat die onmisbaar is voor een gezonde stofwisseling. Door te spreken van ‘partiële honger’ en ‘protectieve stof’ was hij de eerste die het begrip vitamines handen en voeten gaf. 
In 1917 moest Grijns om gezondheidsredenen Nederlands-Indië verlaten. Na terugkomst in Nederland werd Grijns in 1921 hoogleraar dierfysiologie in Wageningen, waar hij tot 1935 les gaf en onderzoek deed. In de periode 1929-1930 was hij Rector Magnificus van de Landbouwhogeschool Wageningen. 
Op 28 Mei 1924 werd Grijns lid van de Koninklijke Nederlandse Akademie van Wetenschappen.
Grijns werd in 1926 en 1927 voorgedragen voor de Nobelprijs voor geneeskunde samen met Eijkman. Eijkman kreeg de prijs in 1929, Grijns werd gepasseerd.